# Santa Maria Assunta (Muggia)

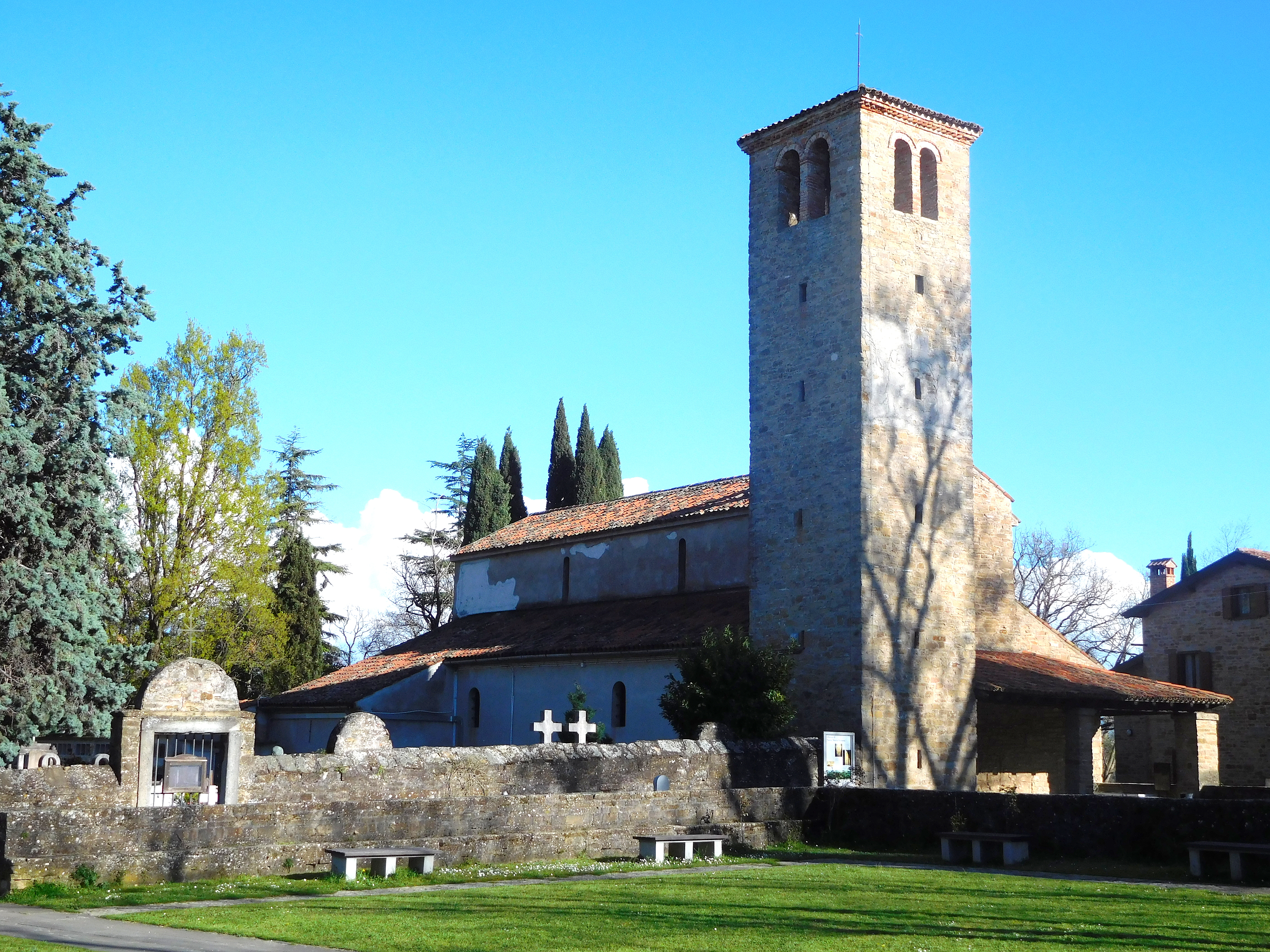
Basilika Santa Maria Assunta oberhalb von Muggia, Nordwestansicht

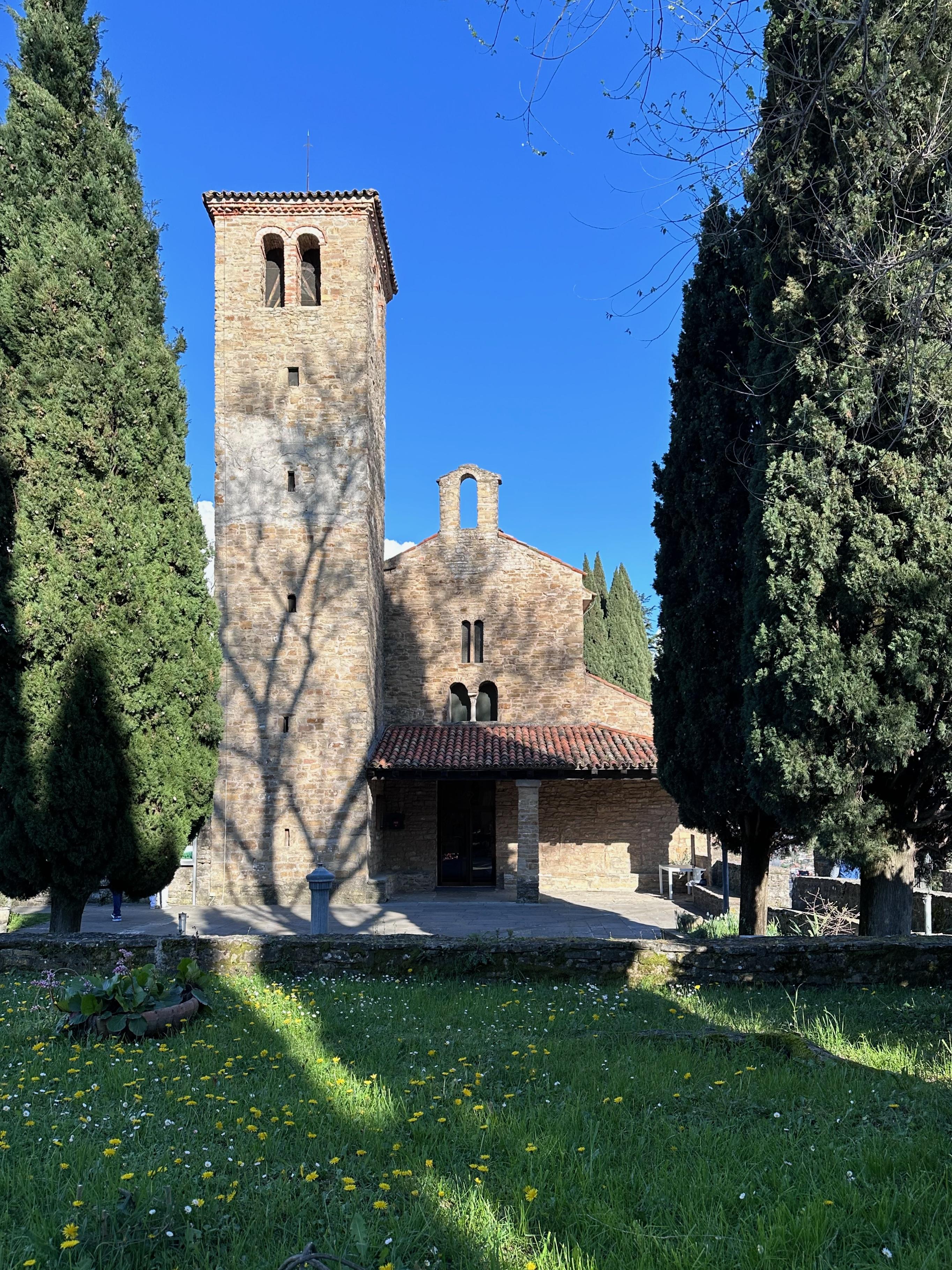
Westansicht

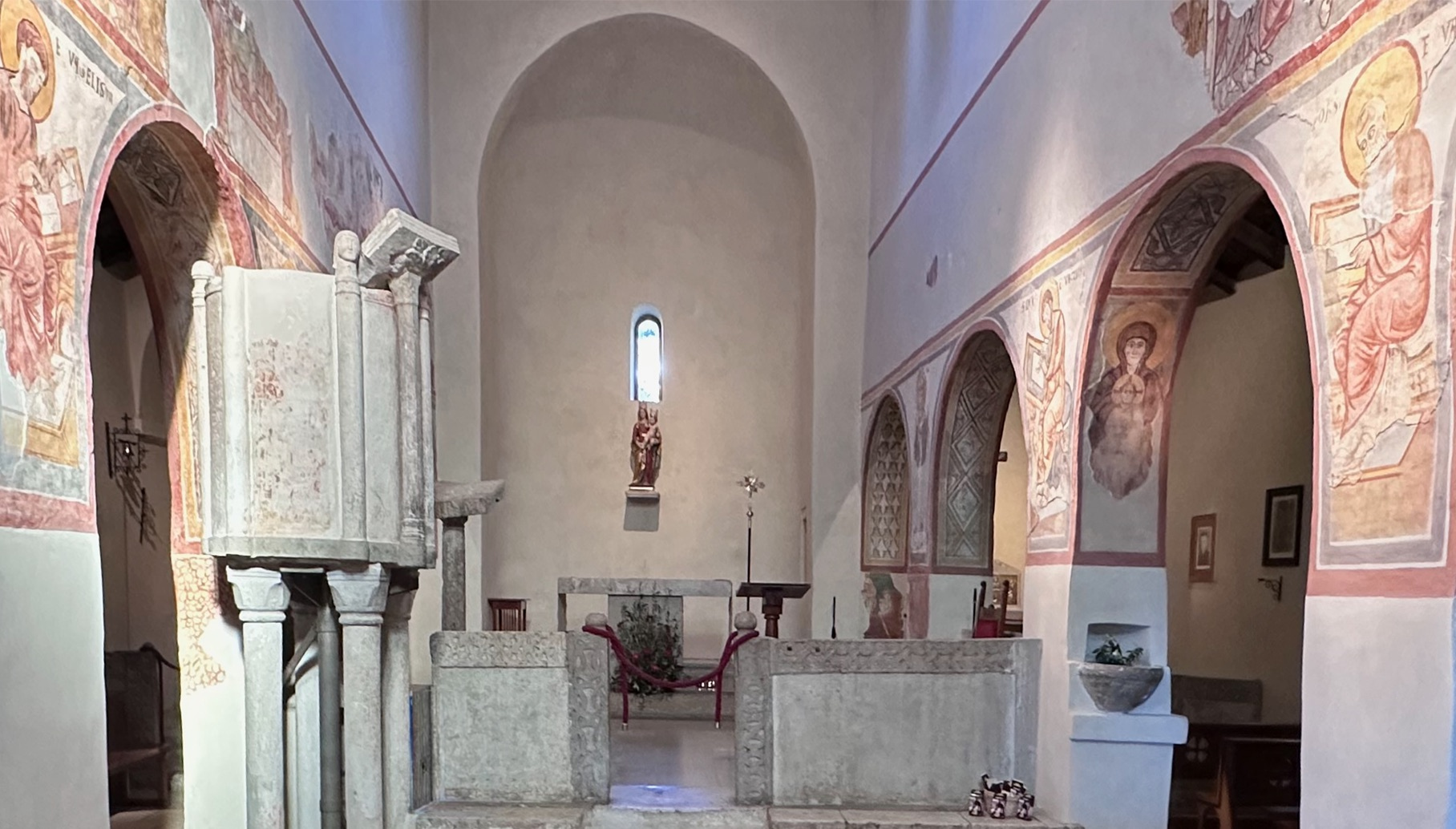
Innenraum mit Ambo (links)

Die römisch-katholische Basilika Santa Maria Assunta (deutsch Basilika Mariä Aufnahme in den Himmel) ist das einzige erhaltene Gebäude der ehemaligen Siedlung Muggia Vecchia (Castrum Muglae) oberhalb der Hafenstadt Muggia in der autonomen Region Friaul-Julisch Venetien, Italien. Die romanische Kirche liegt 170 Meter über dem Meeresspiegel auf einem Hügel unweit der Grenze zu Slowenien. Die erste urkundliche Erwähnung der Kirche stammt aus dem Jahr 1203. Ihre Ursprünge reichen jedoch bis ins Frühmittelalter zurück.

## Geschichte
Die Anfänge des Ortes Muggia Vecchia (wörtlich „Alt-Muggia“) werden mit einiger Unsicherheit auf das 5. bis 6. Jahrhundert datiert. Wann auf dem Hügel zum ersten Mal ein Kultgebäude entstand, lässt sich nicht zweifelsfrei sagen. Es wird aber angenommen, dass es als Ausgangspunkt für die Evangelisierung des Gebietes die Rolle einer Mutterkirche innehatte. Beim heutigen Gebäude handelt es sich um ein romanisches Bauwerk des 10. oder 11. Jahrhunderts, das auf den Überresten früherer Kultstätten aus dem frühen Mittelalter errichtet wurde. In einem Dokument aus dem Jahr 1203 über eine in der „ecclesia Sancte Marie de Mugla“ abgehaltene Konferenz wird die Kirche erstmals urkundlich erwähnt. Sie zählt zu den ältesten Kirchenbauten Istriens.
Wahrscheinlich zwischen dem 12. und dem späten 13. Jahrhundert wurde das Gebäude grundlegend neu konzipiert. Aus dieser Zeit stammt der heutige Glockenturm an der nordwestlichen Ecke des Grundstücks, der möglicherweise einen früheren Turm an der Südseite ersetzte. Im 14. Jahrhundert belagerten die Triestiner das weiter südlich gelegene Muggia Vecchia. Der Kampf um die Vorherrschaft auf dem Meer und die Kontrolle über den lukrativen Salzhandel führte schließlich zur fast völligen Zerstörung der Siedlung im Jahr 1353. Die Einwohner von Muggia Vecchia gaben den Ort schrittweise auf und übersiedelten an die Küste, wo allmählich das heutige Muggia entstand. Die Kirche blieb als einziges Gebäude des ehemaligen Ortes bestehen. Sie entwickelte sich zu einem Wallfahrtsziel und einem Heiligtum der Marienverehrung.
Im 17. Jahrhundert wurde die Kirche vor allem im Außenbereich verändert; die Erneuerung der Apsis erfolgte im Jahr 1864. Als der österreichische Kunsthistoriker Rudolf Eitelberger die Kirche 1882 besuchte, fand er sie allerdings „nur nothdürftig in Stand gehalten“ vor und sprach sogar von einer „Ruine“. Umfassende Restaurierungsarbeiten, vor allem an den Fresken, fanden im ersten Jahrzehnt des 20. Jahrhunderts statt, außerdem in den 1950er- und 1980er-Jahren sowie erneut ab dem Herbst 2017. Die jetzige Pfarrei, deren Sitz die Basilika Santa Maria Assunta ist, existiert seit 1982.

## Beschreibung

### Architektur
Die Kirche besteht aus Sandstein und hat einen unregelmäßigen rechteckigen Grundriss; die Außenmaße betragen 12,25 Meter an der Westseite und 18,30 Meter an der Südseite. Die markante Hauptfassade hat zwei übereinander liegende Biforien (doppelte Fenster) in der Mittelachse und einen Glockengiebel an der Spitze. Eine Besonderheit stellt der noch erhaltene Narthex (Vorhalle) der Basilika dar, der Einflüsse des präromanischen Kirchentyps in Istrien zeigt. Die Nord- und Südwand des Kirchenschiffes haben nur wenige kleine Fenster; dasselbe gilt für die Ostseite, wo es nur eine winzige Luke und entsprechend wenig Lichteinfall gibt. Der auf quadratischem Grundriss errichtete Turm verfügt an allen vier Seiten über doppelte Schalllöcher. An der Westseite sind noch Reste eines Reliefs mit zwei Personen zu erkennen. 
Mit ihrem hohen Mittelschiff und zwei niedrigeren Seitenschiffen entspricht die Kirche dem Bautyp der Basilika. Die drei Schiffe untergliedern den Innenraum mit zwei Bogenreihen auf jeweils vier Pfeilern. Das Mittelschiff geht in eine Apsis mit halbkreisförmigem Grundriss über; die Seitenschiffe schließen gerade mit einem Tonnengewölbe ab. In den beiden Seitenschiffen sind Kapellen untergebracht. Der Altar des Heiligen Kruzifixes im nördlichen Seitenschiff hat als Sockel einen römischen Grabstein. Die südlich gelegene Kapelle beherbergt den Tabernakel, auf dessen Bronzetür die Abendmahlszene von Emmaus zu sehen ist, eine Arbeit des italienischen Künstlers Carlo Sbisà aus dem Jahr 1953.

### Innenraum
Die innere Einteilung der Kirche „nach der Sitte und im Stile der Völkerwanderungszeit“ hat sich für den Kunsthistoriker Max Dvořák „fast vollkommen unversehrt“ erhalten. Eine genaue Datierung lässt sich nicht zweifelsfrei vornehmen. Manche Elemente der Innenausstattung sind jedoch eindeutig vorromanischen Ursprungs, so etwa die steinernen Chorschranken mit Flechtwerkornamentik aus dem 8. oder 9. Jahrhundert, die Dvořák als „longobardisch“ identifizierte. Die Anordnung der Steinschranken ist nicht original; der jetzige Zustand geht auf das 17. Jahrhundert zurück, worauf auch die römische Zahl MDCXLXXIVIII am Eingang des Chorraums einen Hinweis gibt, die als 1667 gelesen werden kann.
Wertvoll ist ebenso der links vor dem Chorraum auf mehreren schlanken Säulen ruhende runde Ambo, der in seiner Grundform an Arbeiten aus Grado und Torcello erinnert. In der Forschung wird der Ambo der karolingischen Kunst zugeordnet, wobei die vier Hauptsäulen möglicherweise einer früheren Zeit angehören als die eigentliche Kanzel. Eine der drei Säulen wiederum, mit der Andeutung von Eckblättern an den Kapitellen, ist vermutlich älter als die anderen drei. Zum Ambo, der der Schriftlesung diente, gehört ein ebenfalls vorromanisches Lesepult, das von einer weiteren kleinen Säule getragen wird. Das Lesepult ist mit Wein- oder Eichenblättern verziert, deren ursprünglich grüne Farbe noch schwach zu erkennen ist. Ein weiteres, dem Altar zugewandtes Lesepult für das Kapitel steht auf einer einzelnen Säule und ist jüngeren Datums.
Zu den Hauptsehenswürdigkeiten der Basilika gehören die Fresken aus dem 13. bis 15. Jahrhundert an den Bogenreihen. Der heute sichtbare Freskenzyklus überdeckt ältere Darstellungen, von denen eine blasse Spur sichtbar ist, zum Beispiel unter dem Bild der heiligen Katharina von Alexandrien. Die Fresken wurden vermutlich über einen größeren Zeitraum hinweg gemalt. Es gibt sowohl Figuren im Stil der byzantinischen Ikonografie als auch nachgotische Figuren. Dargestellt sind unter anderem Maria mit dem Jesuskind, der Prophet Amos, Christophorus und andere Heilige sowie die Evangelisten Matthäus, Markus, Lukas und Johannes. Ein Zyklus an der linken Seite des zentralen Schiffes zeigt in einzigartiger Darstellung Episoden aus dem Leben Mariens: ihre Entschlafung, Beerdigung und Aufnahme in den Himmel. Die Himmelfahrt ist mit der Präsentation ihres unbedeckten Grabes und eines Leichentuches nur angedeutet. Zwischen 1901 und 1907 wurden die Fresken gewissenhaft restauriert und „auf der Höhe ihrer Zeit“ konserviert.
Energische Eingriffe, die die Soprintendenza ai Monumenti „mit der Strenge eines missverstandenen Purismus“ (Giuseppe Cuscito) vornahm, führten 1958 zur Entfernung eines etwa 4,60 Meter hohen barocken Holzaltars aus dem Chorraum. An seiner Stelle befindet sich heute eine Madonnenskulptur aus dem 18. Jahrhundert. Der Holzaltar hat in einer kleinen Kapelle auf dem Friedhof Platz gefunden.

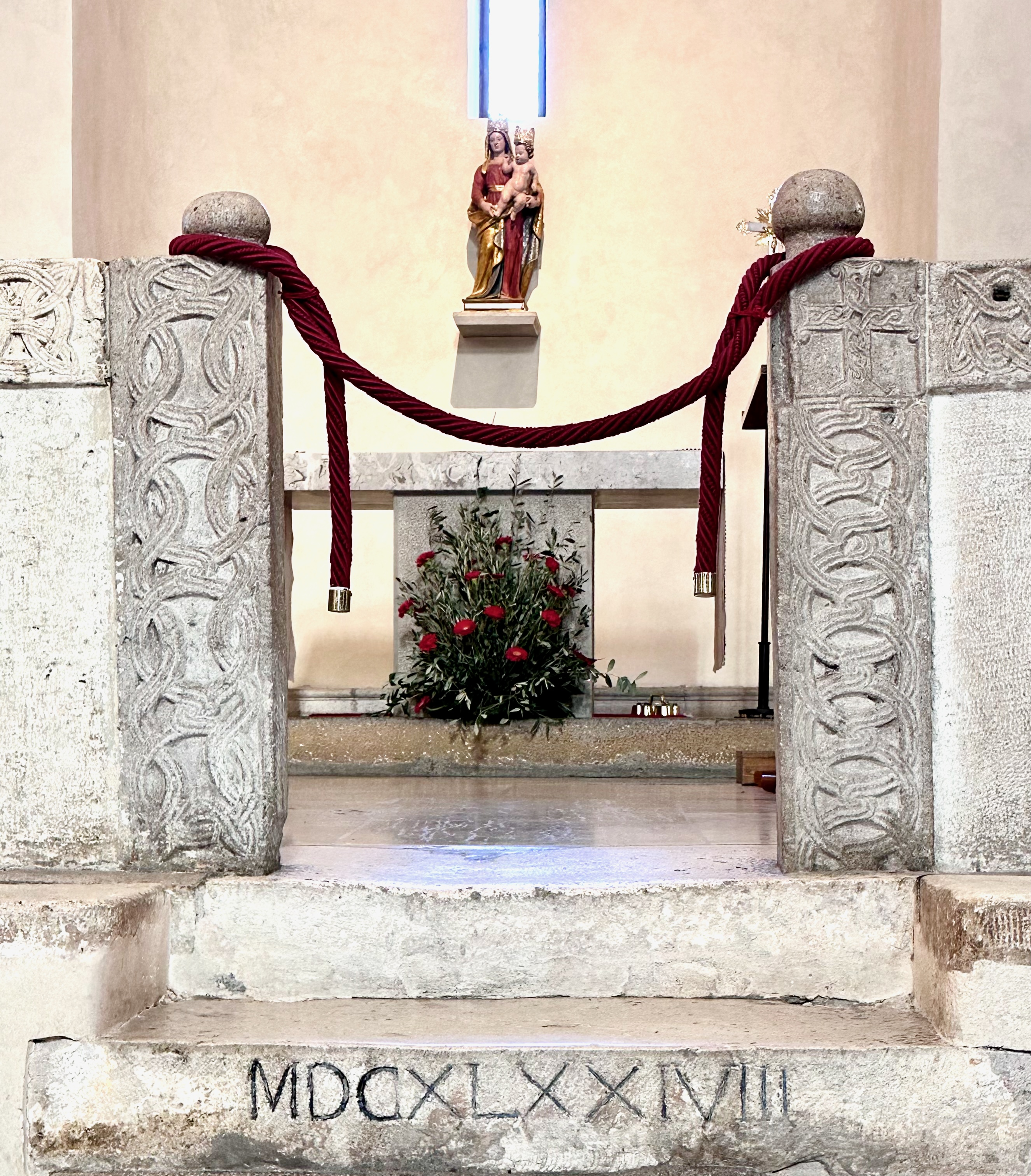
Chorschranken mit Flechtwerkornamentik
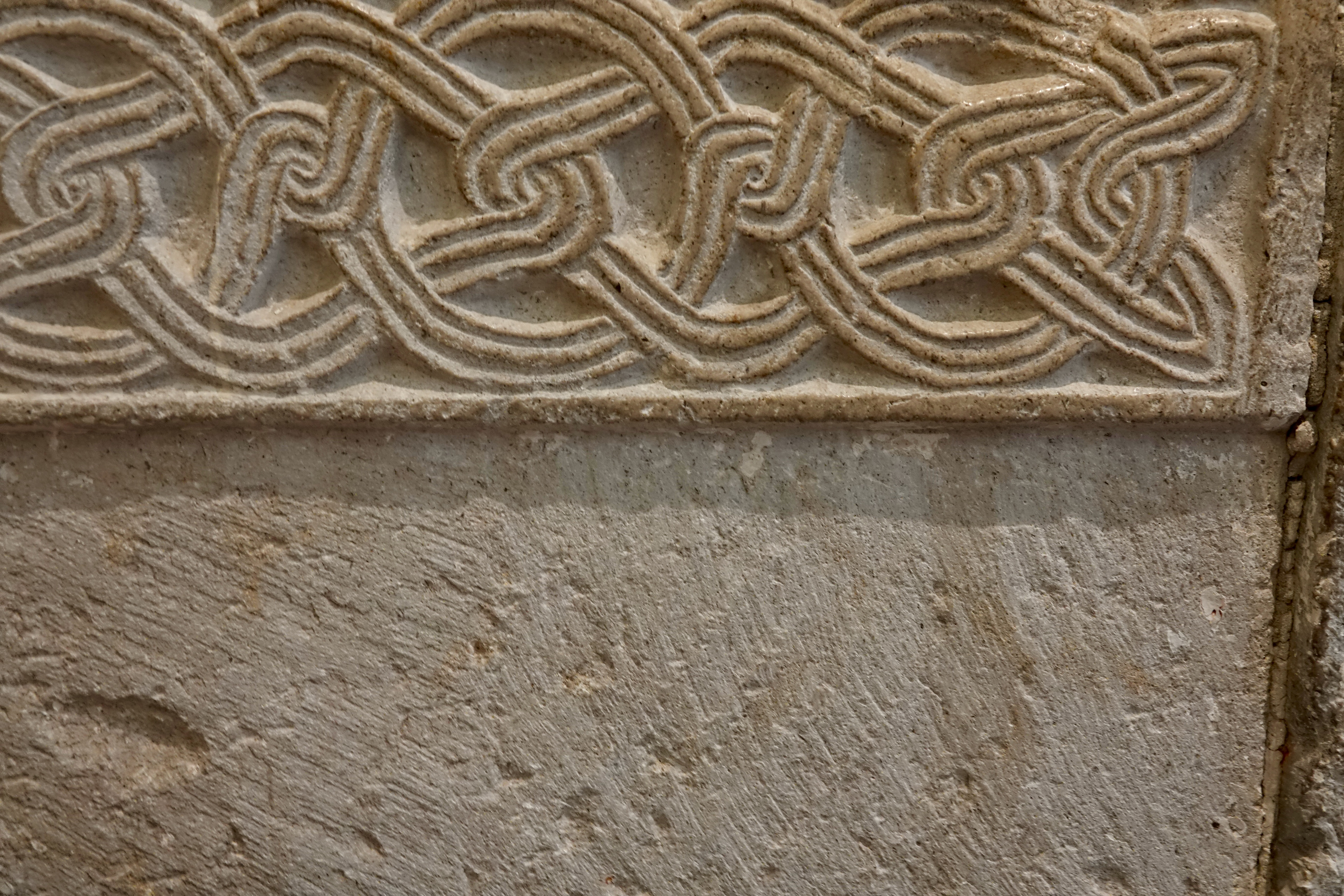
Flechtwerkornamentik (Detail)
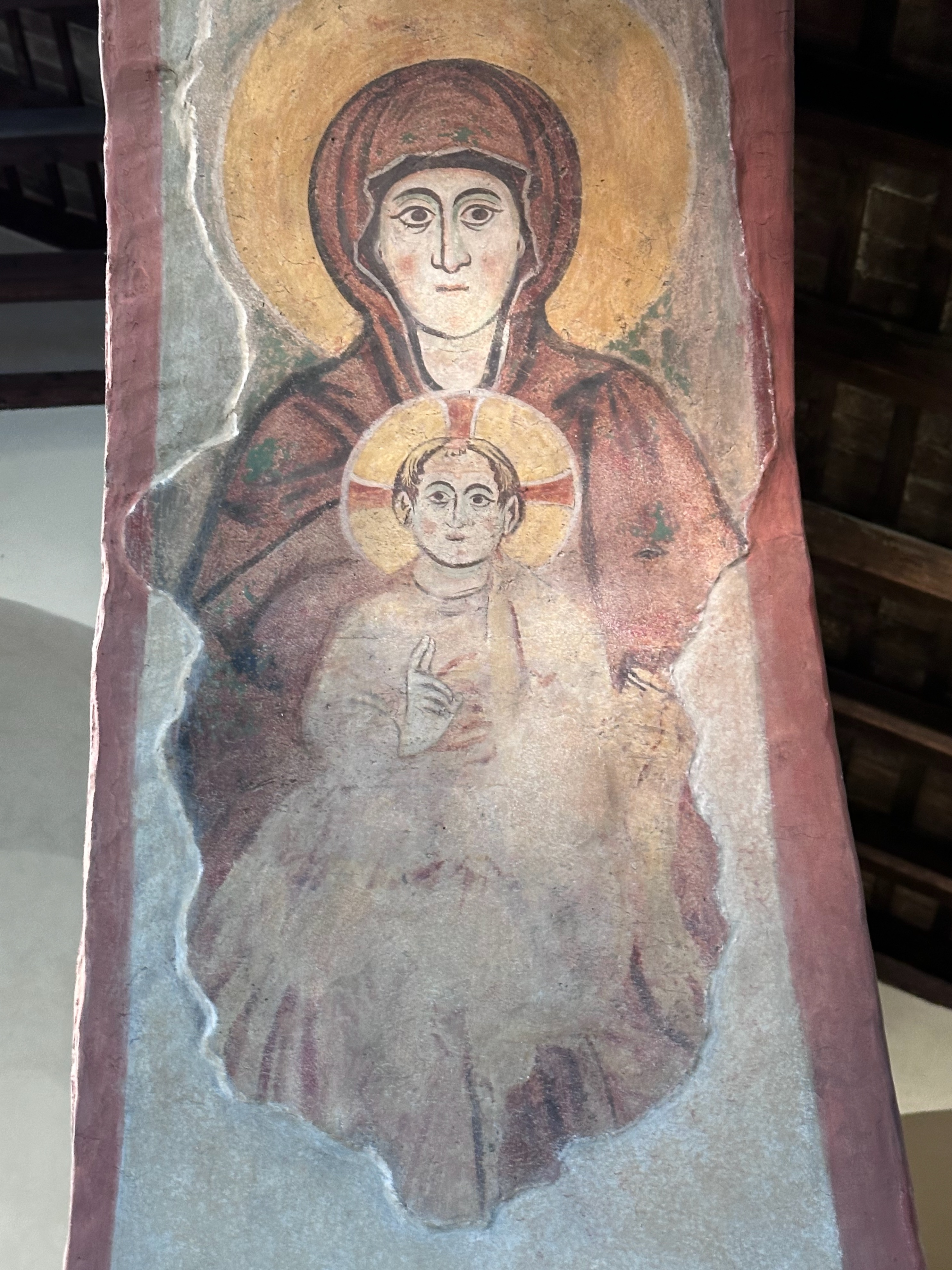
Maria mit Jesuskind, Fresko, frühes 13. Jh.
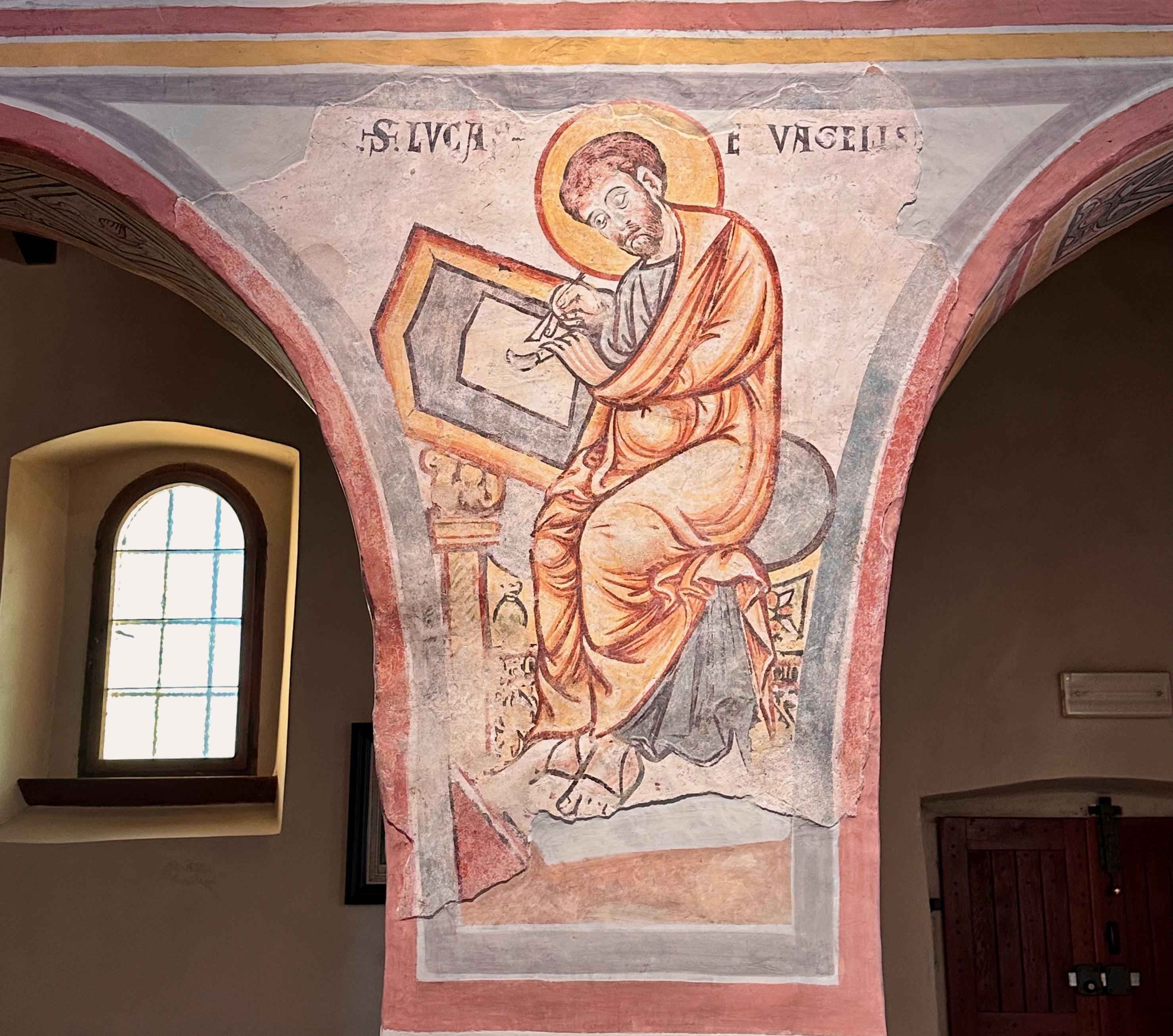
Evangelist Lukas, Fresko, 13. oder 14. Jh.
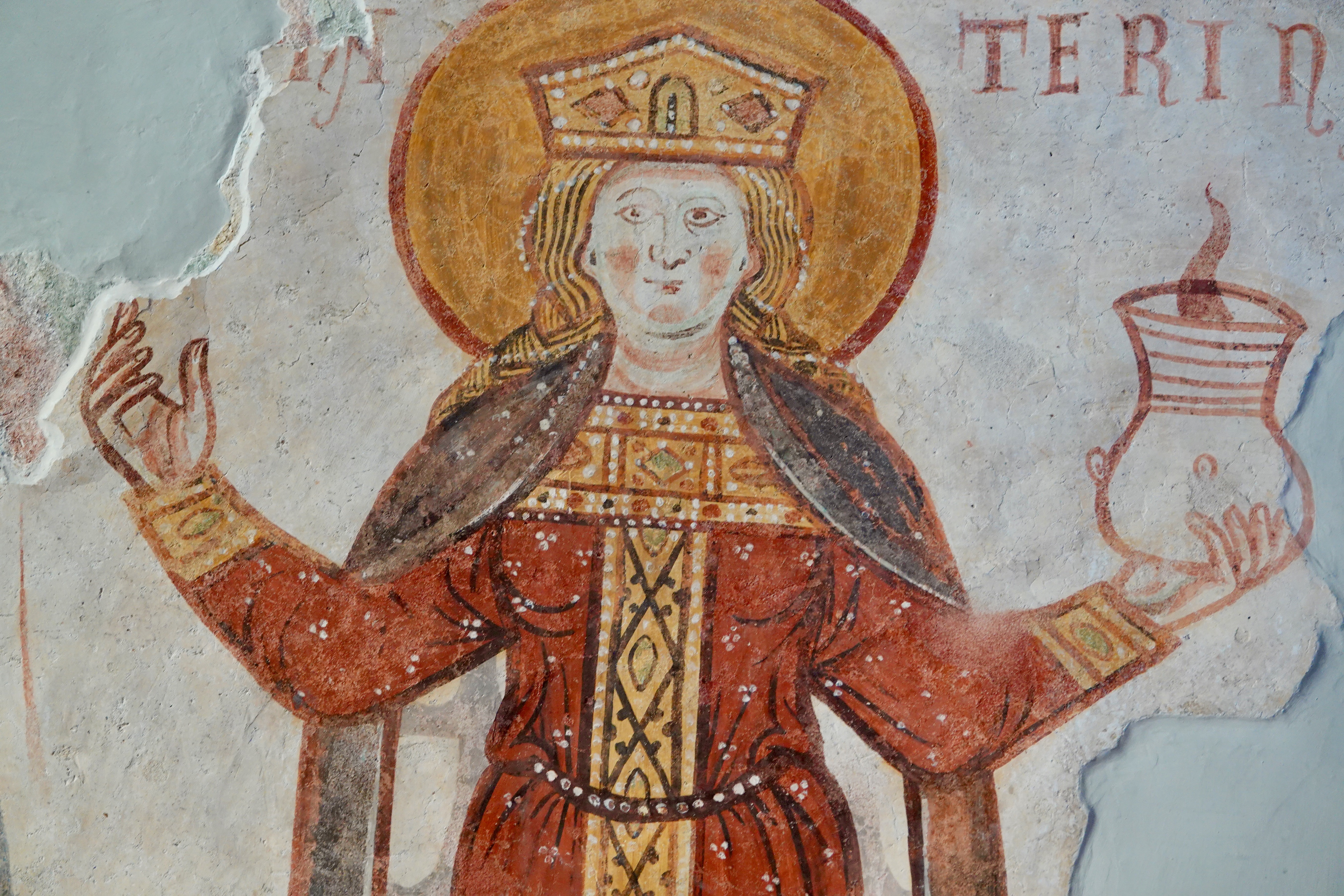
Katharina von Alexandrien, Fresko, 13. oder 14. Jh.
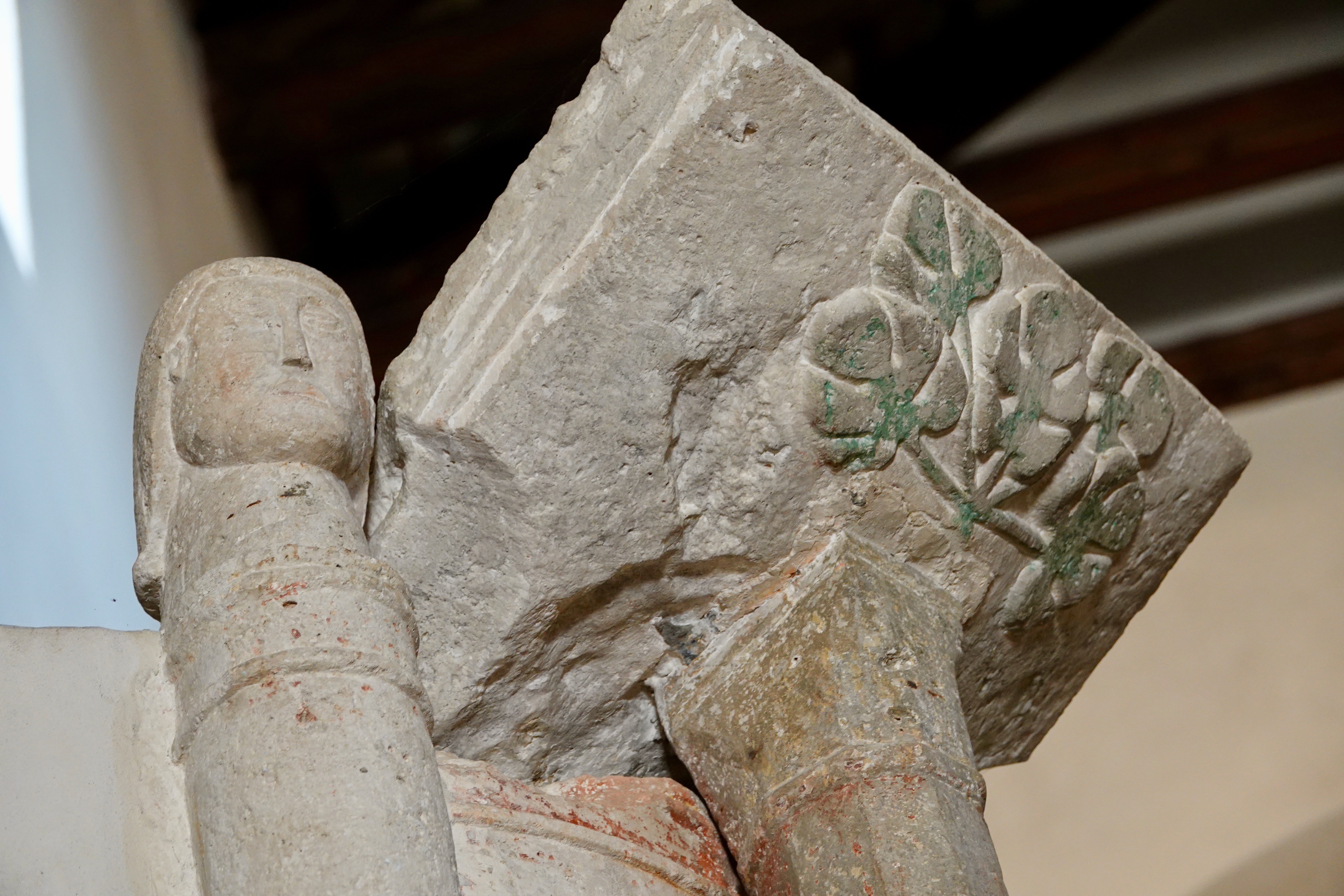
Lesepult am Ambo

## Archäologischer Park
Ausgrabungen in der Nähe der Basilika belegen vier Siedlungsphasen in der Gegend. Funde stammen überwiegend aus der Zeit zwischen dem 11. Jahrhundert und der Aufgabe des Dorfes. Die Archäologen konnten Spuren des Brandes, der Muggia Vecchia 1353 verwüstete, zweifelsfrei identifizieren. Teile der Stadtmauer, die Stadttore sowie die Strukturen der Wohnhäuser und Hauptverkehrsstraßen sind erkennbar. Unter dem heutigen Friedhof der Kirche kamen neun Gräber zum Vorschein. Es handelte sich um ausgehobene und mit Steinplatten bedeckte Gruben, in denen mehrere Menschen bestattet waren. Auch Gegenstände wie Kämme, Gürtelschnallen oder Halsketten wurden gefunden. Das Gelände erschließt seit dem Jahr 2000 der Parco Archeologico (Archäologischer Park).